# فرودگاه تاکورادی
فرودگاه تاکورادی (به انگلیسی: Takoradi Airport) یک فرودگاه نظامی با کد یاتا TKD است که یک باند فرود آسفالت دارد و طول باند آن ۱۷۵۱ متر است. این فرودگاه در کشور غنا قرار دارد و در ارتفاع ۶ متری از سطح دریا واقع شده‌است.

## شرکت‌های هواپیمایی و مقصدهای پروازی
| شرکت‌های هواپیمایی     | مقصدهای پروازی |
| --------------------- | -------------- |
| Africa World Airlines | کوتوکا         |
| Starbow Airlines      | کوتوکا         |